# Michal Vachun
Michal Vachun (* 27. června 1944 Prostřední Bečva, Protektorát Čechy a Morava) je bývalý československý zápasník–judista. S judem začínal v 15 letech v Pardubicích, kde studoval chemickou školu. Vrcholově se připravoval v Praze v klubu Slávia VŠ (dnešní USK). V roce 1965 reprezentoval Československo na mistrovství světa v Riu. Od roku 1973 působil jako judistický trenér. V polovině sedmdesátých let vypracoval jako ústřední trenér tréninkovou metodiku, která stála u zrodu úspěšné generace československých judistů z osmdesátých let dvacátého století. Po pádu komunistického režimu působil jako reprezentační trenér na Islandu. Od roku 2005 se věnuje funkcionářské činnosti, je pravidelně volen do funkcí v Evropské judistické unii.